# Aventura de la Abbey Grange
Aventura de la Abbey Grange (în engleză The Adventure of the Abbey Grange) este una dintre cele 56 povestiri scurte cu Sherlock Holmes ale lui Sir Arthur Conan Doyle și a douăsprezecea povestire din volumul Întoarcerea lui Sherlock Holmes.
Povestirea a fost publicată în revista Strand Magazine din septembrie 1904, cu ilustrații de Sidney Paget, apoi în volumul "Întoarcerea lui Sherlock Holmes" (în engleză The Return of Sherlock Holmes) editat la 7 martie 1905 de George Newnes Ltd din Anglia. 

## Rezumat

### Misterul inițial

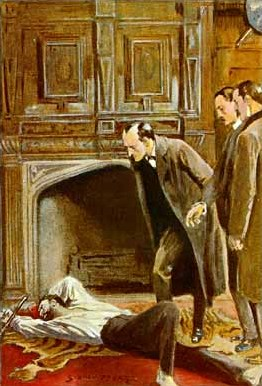
Holmes examinând corpul baronetului Eustace Brackenstall.

Holmes îl trezește pe doctorul Watson într-o dimineață devreme și cei doi pleacă imediat cu trenul la locul unei crime, Abbey Grange din apropiere de Chislehurst (comitatul Kent). El îi arată o telegramă trimisă în plină noapte de inspectorul Stanley Hopkins, în care îl ruga să vină imediat la acel conac. Analizând caracteristicile telegramei, Holmes deduce că Eustace Brackenstall, stăpânul domeniului, a fost asasinat. Inspectorul Stanley Hopkins crede că asasinatul fusese săvârșit de banda de tâlhari Randall, formată dintr-un tată și doi fii.
Odată ajuns la Abbey Grange, Lady Brackenstall este găsită odihnindu-se cu o vânătaie mov deasupra unui ochi, rezultatul unei lovituri primite în noaptea anterioară. Ea are și două înțepături pe braț. Lady Brackenstall le povestește evenimentele petrecute în seara anterioară. Pe la ora 23, înainte de a se culca, doamna verifica dacă ferestrele conacului erau bine închise și a găsit o fereastră deschisă în sufragerie. Ea a văzut atunci un om în vârstă care tocmai intra în cameră, cu alți doi mai tineri în spatele său. Ea n-a avut timp să țipe, deoarece primul om i-a tras rapid un pumn în față, și și-a pierdut cunoștința. După ce și-a revenit, s-a găsit legată de scaun cu cordonul soneriei de la bucătărie care fusese smuls. Atunci a intrat în cameră Sir Eustace, probabil atras de zgomotele suspecte, cu o bâtă în mână. Unul dintre intruși s-a repezit către el și l-a lovit violent cu vătraiul, ucigându-l mortal. Lady Brackenstall a leșinat iarăși, iar când și-a revenit din nou i-a văzut pe cei trei agresori cu câte un pahar de vin în mână, iar apoi aceștia au plecat cu argintăria.
Zgomotele au atras-o și pe camerista doamnei, Theresa Wright, care o îngrijea încă de când aceasta era mică. Aceasta a confirmat că și-a găsit stăpâna în stare critică și a dezlegat-o.
Lady Brackenstall i-a povestit lui Holmes că mariajul său nu era fericit. Ea se numea anterior Mary Fraser, era originară din sudul Australiei și venise în Anglia cu un an și jumătate. Sir Eustace Brackenstall era un soț violent și alcoolic. Cei doi erau căsătoriți de aproape un an, din ianuarie 1896.

### Rezolvare

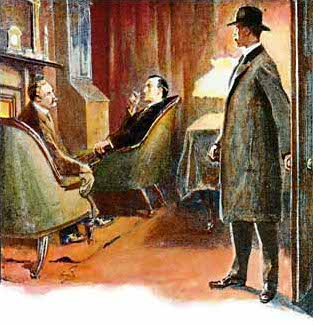
Watson, Holmes şi căpitanul Croker.

Corpul neînsuflețit al lui Sir Eustace zăcea încă la locul crimei. Vătraiul era îndoit, sugerând faptul că fusese folosit de un om puternic care lovise cu violență. Hopkins îi povestește lui Holmes unele lucruri despre Sir Eustace: acesta stropise cu petrol câinele soției sale și îi dăduse foc, iar altădată aruncase cu o carafă asupra cameristei Theresa. 
Holmes examinează sufrageria și se declară mirat de faptul că nimeni nu auzise clopoțelul sunând, în momentul în care intrușii au rupt cordonul. I se povestește că bucătăria se afla în celălalt capăt al casei, unde niciun servitor nu putea să audă clopoțelul sunând. Pe masă se aflau trei pahare și o sticlă de vin. Dopul de la sticlă fusese scos cu un tirbușon de la un briceag, după trei încercări, iar unul dintre pahare avea pe fund o pojghiță din resturile drojdiei.
Cei trei oameni descriși de Lady Brackenstall îi evocă imediat inspectorului Stanley Hopkins o bandă de tâlhari formată dintr-un tată în vârstă și doi fii, care comiseseră deja un furt important în regiune. Holmes decise să se întoarcă la Londra, fiind convins că cei trei Randall sunt vinovați, iar arestarea acestora era sarcina Scotland Yard-ului.
În timpul drumului, Holmes rămâne îngândurat, apoi coboară din tren pe la jumătatea drumului, fiind convins că povestea lui Lady Brackenstall nu este adevărată. Elementele care l-au determinat să creadă că este vorba de o înscenare sunt următoarele:
- banda celor trei hoți era deja dată în urmărire, iar descrierea lor fusese publicată în presă.
- grupul Randall săvârșise un furt cu puțină vreme în urmă, iar cei trei infractori nu ar fi riscat o altă lovitură așa de repede.
- furtul fusese săvârșit prea devreme față de ora la care se săvârșesc de obicei infracțiunile.
- este straniu că unul dintre tâlhari a lovit-o pe Lady Brackenstall pentru ca aceasta să nu țipe și nu au ucis-o, după cum ar fi acționat tâlharii.
- este straniu că l-au ucis pe Eustace Brackenstall deși puteau doar să-l imobilizeze.
- este straniu că ei nu au furat decât o parte din argintărie deși în casă erau și alte lucruri mai valoroase.
- este straniu că au lăsat sticla de vin neterminată.
- Analiza paharelor îl conduce pe detectiv la concluzia că doar două pahare au fost folosite, iar resturile de drojdie din ele au fost vărsate în al treilea pentru a da impresia că au fost trei persoane care au băut.

Revenind la conac, detectivul cercetează cordonul cu care a fost legată Lady Brackenstall. El remarcă faptul că doar pe o parte a cordonului sunt urme că ar fi fost smuls, în timp ce pe partea de sus se pare că a fost tăiat. Aceasta confirmă ipoteza unei înscenări. Holmes bănuiește că ucigașul era un acrobat sau un marinar înalt de cel puțin 1,90 m. Holmes le cere lui Lady Brackenstall și Theresei Wright să-i spună adevărul. Deși cele două femei afirmă i-au spus totul, Watson remarcă neliniștea lor. 
Observând o gaură în gheața de pe lac, Holmes îi scrie un bilet lui Hopkins. Detectivul se duce la compania de navigație cu care călătoriseră cele două femei din sudul Australiei și până în Anglia și află că vaporul cu care veniseră ele era plecat în cursă. În schimb, ofițerul secund pe nume Jack Croker rămăsese în Anlia, deoarece fusese numit căpitan al unui alt vapor. 
Revenit pe 221B Baker Street, inspectorul Hopkins aduce vestea că a găsit argintăria pe fundul lacului, chiar sub copcă, iar banda Randall fusese arestată în aceeași zi la New York.
Holmes îl cheamă pe Croker la locuința sa din 221B Baker Street. Acesta sosește acolo și este nevoit să recunoască faptul că o cunoscuse pe Mary Fraser în timpul călătoriei acesteia către Anglia și se îndrăgostise de ea. El nu se arătase gelos pentru faptul că aceasta s-a căsătorit cu Sir Eustace Brackenstall, fiindcă îl interesa ca femeia să fie fericită. El a continuat să o vadă de câteva ori și a aflat că aceasta era maltratată de soțul ei. În seara respectivă, fusese să o vadă pentru a-i spune că urmează să plece în cursă, dar cei doi au fost surprinși în sufragerie de lordul Brackenstall. Acesta și-a insultat soția și a lovit-o, apoi l-a atacat pe Croker. În încleștare, marinarul l-a lovit mortal cu vătraiul, fiind în autoapărare. Ideea de a pune în scenă o înscenare i-a venit Lady-ei Brackenstall și cameristei sale pentru a-l proteja pe marinar. Convins că dezvăluirea adevărului îi va produce mustrări de conștiință, Holmes decide să-l lase pe Croker să plece, fiind hotărât să nu-i spună nimic lui Stanley Hopkins. 

## Personaje
- Sherlock Holmes
- doctorul Watson
- Stanley Hopkins - inspector la Scotland Yard
- Eustace Brackenstall - baronet
- Mary Fraser (Lady Brackenstall) - soția lui Eustace Brackenstall
- Theresa Wright - servitoarea lui Mary Fraser
- Jack Croker - căpitan de vas

## Comentarii
Ca și mai înainte în "Aventura rubinului albastru" și apoi în "Copita dracului", Holmes îl lasă liber pe răufăcător, fără a informa poliția. În această povestire ca și în "Copita dracului", atitudinea lui Holmes (care pare să fie și cea a povestitorului) este cea a unui bărbat care-și apără sau își răzbună iubita, chiar dacă acțiunile sale constituie o încălcare violentă a legii.
Explicația modului în care Holmes a rezolvat misterul îl constituie cunoașterea modului de lucru al oamenilor de meserie. De asemenea, se face o referire la clasele sociale din Anglia acelor vremuri: "Doar un marinar ar fi putut face nodurile... Această doamnă a intrat o singură dată în contact cu marinari și aceasta a fost în timpul călătoriei sale [din Australia], și era cineva din clasa sa socială, din moment ce ea a încercat să-l protejeze, arătând astfel că îl iubea." Evident, Holmes exclude categoric posibilitatea ca o doamnă să se îndrăgostească de un marinar obișnuit — mai degrabă de un ofițer — și să încerce să-l acopere.
O altă remarcă care arată diferența între obiceiurile și convențiile sociale de la acel moment și cele din prezent este dată de explicația lui Crocker cu privire la încrederea pe care i-a arătat-o lui Holmes: "Voi risca, cred că sunteți un om de cuvânt și un om alb". (Ultima este o referire la caracterul lui Holmes și nu la culoarea pielii sale.)

## Trivia
Unele ediții ale canonului scriu numele căpitanului Crocker, în loc de Croker.
În această povestire, modul în care au fost făcutre nodurile îl conduc pe Holmes la concluzia că autorul lor era un marinar, primul bănuit fiind căpitanul Croker. Într-o povestire polițistă asemănătoare cu povestirile cu Sherlock Holmes, un marinar este suspectat de implicare într-o crimă, dar lordul Peter Wimsey remarcă: "Un lucru de care sunt sigur este că nu a fost un marinar care a făcut aceste noduri pe cordon" (Partea 2, cap. 7).
Această povestire este primul și singurul loc din canon unde este folosită expresia "The game is afoot" (în română Lucrurile s-au pus în mișcare).

## Adaptări teatrale și cinematografice
Această povestire a servit ca sursă de inspirație pentru al 28-lea film cu Sherlock Holmes, cu titlul "The Abbey Grange" (1922), din seria de filme mute cu Eille Norwood și Hubert Willis.
Povestirea "Aventura de la Abbey Grange" a fost adaptată în 1965 pentru un episod (episodul 5) al serialului TV Sherlock Holmes (realizat de BBC) cu actorii Douglas Wilmer și Nigel Stock.  Episodul este acum pierdut. 
Ulterior, în 1986, s-a realizat o nouă adaptare pentru serialul de televiziune "Sherlock Holmes" realizat de Granada Television cu Jeremy Brett în rolul principal.  Acest episod este al doilea al celui de-al treilea sezon. Această versiune este destul de fidelă textului original, dar mută perioada de desfășurare a acțiunii de la sfârșitul iernii la sfârșitul verii.

## Traduceri în limba română
- Cazul de la Abbey Grange - în volumul "Biciclista singuratică. Cazul de la Abbey Grange" (Transilvania Press, Sibiu, 1991) - traducere de Nicolo Della-Pupa
- Aventura de la Abbey Grange - în volumul "Aventurile lui Sherlock Holmes. Vol. III" (Colecția Adevărul, București, 2010) - traducere de Silvia Stan
- Aventura de la Abbey Grange - în volumul "Aventurile lui Sherlock Holmes. Vol. III" (Colecția Adevărul, București, 2011) - traducere de Silvia Stan